# Груши, Эммануэль
Эммануэ́ль де Груши́ (фр. Emmanuel de Grouchy; 20 октября 1766 — 29 мая 1847) — французский военачальник, маркиз, граф (1808), маршал Империи (1815 год, последний получивший это звание при Наполеоне I), генерал-полковник конных егерей (1809 год), пэр Франции (1815 год). Имя маршала выбито на Триумфальной арке в Париже.

## Биография
Эммануэль Груши родился в старинной нормандской семье, и был сыном маркиза Франсуа де Груши (фр. François Jacques de Grouchy; 1715—1808) и его супруги Жильберты Фрето (фр. Marie Gilberte Henriette Fréteau; ок.1740—1793). Его старшей сестрой была София де Кондорсе (фр. Sophie de Grouchy; 1764—1822). Младшая сестра Шарлотта (фр. Charlotte Félicité de Grouchy; 1768—1844) была замужем за видным философом и врачом Кабанисом.

Службу начал в 14 лет, поступив 31 марта 1780 года в артиллерийскую школу в Страсбурге. 24 августа 1781 года произведён в младшие лейтенанты Безансонского артиллерийского полка. 28 октября 1784 года переведён в чине капитана в Королевский Иностранный кавалерийской полк в Бельфоре. 25 декабря 1786 года переведён в Шотландскую роту телохранителей короля с чином младшего лейтенанта гвардии. 27 января 1787 года уволен из полка по обвинению в политической неблагонадёжности.

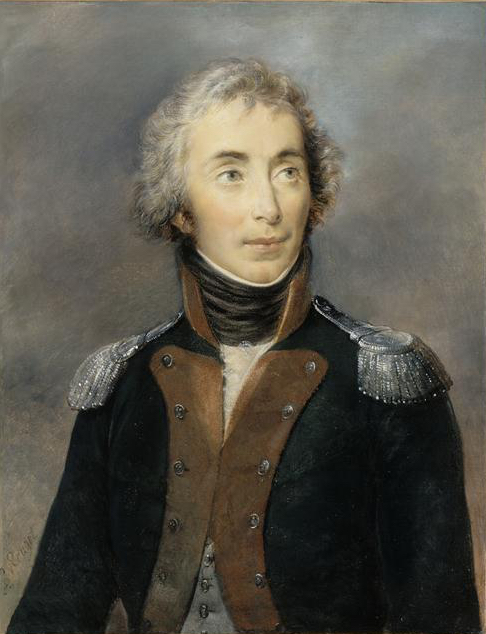
Эммануэль Груши (художник Жорж Руже)

С началом Французской революции присоединился к её сторонникам, и отказался от дворянского титула. 18 декабря 1791 года назначен подполковником в 12-й конно-егерский полк. 1 февраля 1792 года переведён во 2-й драгунский полк в чине полковника. 8 июля 1792 года переведён в 6-й гусарский полк. Первый свой поход совершил в сентябре 1792 года в рядах Центральной, затем Альпийской армий.
7 сентября 1792 года произведён в бригадные генералы. 15 мая 1793 года переведён в Армию Брестского побережья. Участвовал в подавлении Вандейского восстания. 31 августа — 1 сентября 1793 года руководил обороной Нанта и окрестностей от вандейцев, был ранен в руку. 30 сентября был отстранён от должности по причине дворянского происхождения и 8 октября уволен из армии.
29 октября 1794 года восстановлен в чине бригадного генерала с назначением в Западную армию. 23 апреля 1795 года произведён во временные дивизионные генералы, 13 июня утверждён в чине. Назначен начальником штаба Западной армии. Принял участие в отражении десанта роялистов на полуострове Киберон. 7 сентября 1795 года назначен временно командующим Западной армией. 26 ноября 1795 года назначен командующим Армией Брестского побережья. 1 января 1796 года переведён в Армию Берегов океана на должность заместителя командующего армией генерала Гоша.
Был зачислен в Итальянскую армию, но после того как её возглавил малоизвестный генерал Бонапарт, добился перевода в Голландию. Впоследствии Эммануэль Груши очень жалел об этом поспешном своём решении. 25 марта 1796 года стал начальником штаба Северной армии. 2 сентября 1796 года назначен командующим 12-м военным округом в Ла-Рошеле. 1 ноября 1796 года назначен заместителем командующего Гоша и начальником штаба Ирландской экспедиции. 15 декабря покинул Брест. С 24 декабря 1796 года по 18 января 1797 года временно командовал экспедицией.
17 марта 1798 года вновь назначен начальником штаба Северной армии. 11 июля — начальником штаба Майнцской армии. В 1798 году принудил сардинского короля отречься от престола. 27 ноября 1798 года назначен комендантом цитадели Турина. 11 декабря возглавил дивизию в Пьемонте. В мае 1799 года назначен начальником штаба армии генерала Моро в Северной Италии. В сражении при Нови 15 августа 1799 года командовал дивизией на левом фланге, получил 14 ран и был взят в плен. Во время нахождения в плену медицинскую помощь ему оказывал личный хирург Великого князя Константина Павловича. Был отпущен из плена при обмене пленными генералами, он с отчаянием встретил 18 брюмера и письменно протестовал против консульства.
31 июля 1800 года назначен командиром 4-й дивизии 2-й Резервной армии. 8 сентября сменил генерала Бараге д’Илье во главе 2-й дивизии той же армии. 5 октября данная армия стала Гризонской. С 2 по 5 ноября временно заменил больного Макдональда во главе этой армии. 12 ноября назначен командиром 1-й дивизии Центрального корпуса Рейнской армии вместо Дельма, и 1 декабря принял командование. 3 декабря участвовал в битве при Гогенлиндене.
В июле включён в Южный наблюдательный корпус Мюрата. 23 сентября 1801 года назначен генеральным инспектором кавалерии. В 1803 году отвечал за возвращение сына короля Людовика I в Тоскану и признание его королем Этрурии.
30 августа 1803 года назначен командующим кавалерией в Байоннском военном лагере, который находился под началом генерала Ожеро. 6 марта 1804 года сменил генерала Барбу во главе 2-й дивизии оккупационного корпуса в Голландии. 29 августа 1805 года его дивизия стала частью 2-го корпуса генерала Мармона Великой Армии. В кампании 1805 года принимал участие в сражениях при Вертингене и Гюнцбурге, в операции по окружению австрийского генерала Мака. Затем защищал коммуникации французской от войск эрцгерцога Карла. 27 апреля 1806 года сдал командование дивизией по болезни.
20 сентября 1806 года назначен командиром 2-й драгунской дивизии, с которой принял участие в войне против Пруссии и России. 8 ноября 1806 года его дивизия присутствовала при капитуляции генерала Блюхера. 22 ноября в Берлине Наполеон провёл смотр дивизии Груши. 23 декабря 1806 года отличился в бою при Бежуне, нанеся поражение прусским войскам генерала Дирике. Дивизия Груши отличилась также в битве при Прейсиш-Эйлау, где генерал был ранен, а в битве под Фридландом Груши, замещая отсутствующего Мюрата, возглавил всю кавалерию Великой Армии.
5 ноября 1807 года назначен командующим кавалерией обсервационного корпуса Берегов Океана. С февраля по октябрь 1808 года был командующим кавалерией Армии Испании. Назначенный комендантом Мадрида, 2 мая он отдал приказ о подавлении восстания в испанской столице, что и было выполнено успешно, но в дальнейших боях в этой стране генерал не участвовал, так как сперва отпросился на лечение, а 9 ноября добился перевода в Италию, под командование Богарне.
28 января 1809 года пожалован в графы Империи. 1 апреля 1809 года назначен начальником 1-й драгунской дивизии Итальянской армии. В новой кампании против Австрийской империи 1809 года Груши командовал кавалерией Итальянской армии. Отличился в битвах при Раабе и Ваграме. По итогам кампании Эммануэль Груши получил, 31 июля 1809 года, почётный чин генерал-полковника конных егерей.
19 октября вернулся во Францию и с 20 октября 1809 года был уволен в запас.
20 апреля 1811 года принят на службу с назначением начальником дивизии лёгкой кавалерии Обсервационного корпуса в Италии.
Во время похода против России в 1812 году Груши возглавлял (с 28 января 1812 года) 3-й корпус кавалерийского резерва. В Бородинском сражении его корпус принимал участие в отражении рейда кавалерии Ф. П. Уварова и казаков М. И. Платова, а также в решающем штурме Курганной батареи («Батареи Раевского»); был ранен пулей в грудь. Участвовал в сражении под Малоярославцем 24 октября. На завершающем этапе войны возглавил т. н. «священный эскадрон», сформированный из остатков кавалерии Великой армии для защиты Наполеона. Принял участие в сражении под Красным.
15 февраля 1813 года назначен командиром 3-го кавалерийского корпуса.
Вернувшись из похода в Россию, вышел в отставку, так как после ранения, полученного в Бородинском сражении, не мог уже командовать кавалерийскими частями, а Наполеон не хотел давать ему командование общевойсковыми частями. На службу вернулся только во время войны 1814 года, когда войска союзников вторглись на территорию Франции.
15 декабря 1813 года назначен командующим кавалерией Великой армии. Участвовал в сражениях при Бриенне, Ла-Ротьере, Монмирале, Вошане. При взятии Труа 23 февраля 1814 года был ранен. 7 марта вновь получил ранение в сражении при Краоне.
После реставрации был назначен, 19 июля 1814 года, генерал-инспектором конных егерей и легких улан; но когда Наполеон вернулся во Францию, перешёл на его сторону и был назначен командующим 7-м корпусом и Альпийской армией (1 апреля 1815 года). 15 апреля произведён в маршалы Франции и 2 июня назначен пэром Франции.
3 июня 1815 года назначен командующим резервной кавалерией Армии Бельгии. 16 июня участвовал в сражении при Линьи, после которого был назначен, с двумя пехотными и двумя кавалерийскими корпусами, преследовать разбитую прусскую армию. 18 июня, командуя своими частями в сражении при Вавре, не проявил инициативы и не выдвинул свои войска на помощь Наполеону в проходившем невдалеке сражении при Ватерлоо. Позднее Наполеон возложил на Груши всю вину за поражение при Ватерлоо.
После второй реставрации был внесён в проскрипционные списки, не признан в маршальском звании и лишён пэрства. Чтобы избежать казни, бежал в Америку. Жил в Филадельфии.
24 ноября 1819 года король разрешил ему вернуться во Францию, но с признанием только в чине генерал-лейтенанта. 10 июня 1820 года вернулся во Францию. 1 декабря 1824 года уволен в отставку.
После июльской революции ему возвращено звание маршала Франции (19 ноября 1831 года) и достоинство пэра Франции (11 октября 1832 года).
Умер 29 мая 1847 года в Сент-Этьене. Похоронен на кладбище Пер-Лашез. Сердце маршала Груши находится в склепе Дома инвалидов.

## Семья
Эммануэль Груши был женат дважды. 17 мая 1785 года женился на Сесиль Ле Дульсе де Понтекулан (фр. Cécile Félicité Céleste Le Doulcet de Pontécoulant; 1767—1827), которая была младшей сестрой видного деятеля революции Луи-Гюстава. У пары родились дочь Энриэтта (фр. Henriette Ernestine de Grouchy; 1787—1866) и сын Альфонс (фр. Alphonse de Grouchy; 1789—1864). Овдовев 1 февраля 1827 года, он вступил 29 июня 1827 года в Париже во второй брак с Фанни Юа (фр. Fanny Hua; —1889).

## Воинские звания
- Младший лейтенант (24 августа 1781 года);
- Подполковник (18 декабря 1791 года);
- Полковник (1 февраля 1792 года);
- Бригадный генерал (29 октября 1794 года);
- Дивизионный генерал (23 апреля 1795 года, утверждён 13 июня 1795 года);
- Генерал-полковник конных егерей (с 31 июля 1809 года по 22 апреля 1814 года);
- Маршал Империи (15 апреля 1815 года, лишён 24 июля 1815 года);
- Маршал Франции (19 ноября 1831 года).

## Титулы
- Маркиз Груши (фр. marquis de Grouchy);

Герб графа

- Граф Груши и Империи (фр. comte Grouchy et de l'Empire; декрет от 19 марта 1808 года, патент подтверждён 28 января 1809 года в Париже)[2][3];
- Пэр Франции (фр. pair de France; 2 июня 1815 года и 11 октября 1832 года).

## Награды
Легионер ордена Почётного легиона (11 декабря 1803 года)
 Великий офицер ордена Почётного легиона (14 июня 1804 года)
 Знак Большого Орла ордена Почётного легиона (13 июля 1807 года)
 Кавалер Большого креста баварского военного ордена Максимилиана Иосифа (13 июля 1807 года)
 Командор ордена Железной короны (9 июля 1809 года)
 Командор военного ордена Святого Людовика (17 января 1815 года)

## В литературе
У австрийского писателя Стефана Цвейга в цикле новелл «Звёздные часы человечества» есть новелла «Невозвратимое мгновение», посвящённая Эммануэлю Груши, и прежде всего его роли в исходе сражения под Ватерлоо.

## Образ в кино
- «Сто дней[нем.]» (Германия, Италия, 1935) — актёр Пауль Медеров[нем.]
- «Ватерлоо» (Италия, СССР, 1970) — актёр Шарль Мийо[англ.]